# Kerékteleki
Kerékteleki is een plaats (község) en gemeente in het Hongaarse comitaat Komárom-Esztergom. Kerékteleki telt 689 inwoners (2015).

## Geschiedenis
In 1237 werd Keréktelek voor het eerst genoemd in charters, in de vorm van Keregj.